# Krisna
Krisna  (лат.) — род прыгающих цикадок (Cicadellidae) из подсемейства Iassinae (триба Krisnini).

## Описание
Относительно крупные цикадки (длина около 1 см), от зелёного до красновато-коричневого цвета. Антеннальные кили поперечные. Край щеки под глазами прижат к телу. Голова много уже пронотума. Скутеллюм такой же длины или крупнее чем пронотум. Макросетальная формула задних бёдер равна 2+2+1.

## Систематика
Около 30 видов: 12 — в Китае, 8 — в Индии, часть видов представлены в юго-восточной Азии, Австралии и в Новом Свете.
- Krisna bakeri Viraktamath, 2006
- Krisna concava Li & Wang, 1991
- Krisna daiyunensis Zhang, Zhang & Dai, 2008
- Krisna delta Viraktamath, 2006
- Krisna furcata Zhang, Zhang & Dai, 2008
- Krisna kirbyi  (Kirkaldy)
- Krisna megha Viraktamath, 2006
- Krisna nigromarginata Cai & He, 1998
- Krisna pampadumparaensis Meshram and Ramamurthy, 2012
- Krisna raja Viraktamath, 2006
- Krisna rufimarginata Cai & He, 1998
  - =Krisna burmanica Viraktamath, 2006
- Krisna sherwilli  Distant, 1908
- Krisna strigicollis  (Spinola, 1850) typus
- Krisna varia Viraktamath, 2006
- Krisna veni Viraktamath, 2006
- Krisna viraktamathi Zhang, Zhang & Dai, 2008
- Krisna viridula Li & Wang, 1991
- Krisna walayari Viraktamath, 2006
- другие виды